# Španjolska
Španjolska (špa. España), službeno Kraljevina Španjolska (špa. Reino de España, kat. Regne d'Espanya, bas. Espainiako Erresuma, okc. Reialme d'Espanha), suverena je europska država, po ustavnom uređenju parlamentarna monarhija. Od 1986. godine članica je Europske unije.
Smještena na jugozapadu Europe, Španjolska zauzima veći dio Pirenejskog poluotoka. Dio su njenog teritorija i dva arhipelaga, smještena u Sredozemnom moru (Balearski otoci) i Atlantskom oceanu (Kanarski otoci), sjevernoafrički primorski gradovi Ceuta i Melilla, koji su pod španjolskom upravom te enklava Llívia u francuskim Pirenejima.
Španjolska na sjeveru graniči s Francuskom i Andorom, na zapadu s Portugalom te s britanskim posjedom Gibraltarom na jugu. Sjevernoafrički teritoriji pod španjolskom upravom graniče s Marokom. Ukupna dužina španjolske kopnene granice je 1918 km.
Glavni grad Kraljevine Španjolske je Madrid. Grad s 3.155.359 stanovnika (Zajednica Madrida 5.964.143) smješten je u središtu Pirenejskog poluotoka. Drugi veći gradovi su Barcelona, Valencia, Sevilla, Zaragoza i Málaga.
Članica je Ujedinjenih naroda, Europske unije, OECD-a i NATO-saveza.

## Zemljopis
Smještena na jugozapadu Europe, Španjolska zauzima veći dio Pirenejskog poluotoka. Dio su njenog teritorija i dva arhipelaga, smještena u Sredozemnom moru (Balearski otoci) i Atlantskom oceanu (Kanarski otoci), sjevernoafrički primorski gradovi Ceuta i Melilla, koji su pod španjolskom upravom te enklava Llívia u francuskim Pirenejima.

### Reljef
Veći dio pirenejskog područja čini po postanku stara visoravan Meseta (građena od prekambrijskog i paleozojskog kristaličnog kamenja i starih kamenaca), koju Kastiljsko gorje dijeli na sjevernu i južnu Kastilju. Sjeverno i južno od Mesete prostiru se planinski lanci: Kantabrijsko gorje i Pireneji (Pico de Aneto, 3404 m) na sjeveru, a Betijski Kordiljeri ili Andaluzijsko gorje na jugu. Andaluzijsko gorje sastoji se od nekoliko masiva koji se pružaju paralelno s obalom Sredozemnog mora; središnji dio čini Sierra Nevada s najvišim vrhom Španjolske (Mulhacu, 3481 m). Između južnog ruba Mesete (Sierra Morene) i Andaluzijskog gorja nalazi se velika Andaluzijska tektonska depresija uz rijeku Guadalquivir. Na sjeveroistočnom rubu Mesete pruža se Ibersko gorje, građeno od krednih i jurskih naslaga, a između Iberskog gorja, Pireneja i Kantabrijskog gorja depresija rijeke Ebro (Aragonska dolina). S visoravni Mesete izdižu se planinski masivi Sierra de Gata, Sierra de Gredos i Sierra de Guadarrama, koji su nastali rasjedanjem u tercijaru. Obala je uglavnom strma i nerazvedena. Dobro je razvedena samo obala Galicije i sjeverozapadne Španjolske s mnoštvom zaljeva karakterističnih oblika.

### Klima
Španjolska se nalazi u umjerenom pojasu, njen neujednačen reljef utječe na veliku klimatsku raznolikost. Često se za klimu Španjolske kaže da je sredozemna (mediteranska). Međutim, to je samo donekle točno jer samo priobalno područje istoka, jugoistoka i juga Španjolske ima sredozemnu klimu. Po zemljopisnoj širini, najveći dio Španjolske trebao bi imati sredozemnu klimu, ali neke druge prirodne karakteristike stvaraju drukčije uvjete. Na izmjene klime primarno utječe visoki reljef, odnosno viša nadmorska visina, pa dolazi i do vertikalne klimatske slojevitosti. Uz to, planine se uglavnom izdižu uz rub države, odnosno Poluotoka, pa su značajna prepreka širenju klimatskih utjecaja s okolnih prostora. Zbog toga središnji dio Španjolske, visoravan Meseta, ima znatno drukčiju klimu od one koja bi odgovarala zemljopisnoj širini tog prostora, odnosno u značajnoj je mjeri kontinentalna. Na istoku i jugu Španjolske, gdje prevladava sredozemna klima (često se navodi i kao suptropska), srednje mjesečne temperature tijekom godine kreću se od 13°C do 25 °C, a prosječno padne od 350 do 500 mm padalina. Za ovo područje karakteristično je dugo, toplo, suho i sunčano ljeto, kada maksimalne temperature dosegnu i 48 °C. Sredozemna obala Španjolske ima najveći broj sunčanih sati u Europi. Na svim obalama zime su ugodne, a na jugu čak i tople. Sjeverozapad Španjolske (atlantska obala koja izlazi i na Biskajski zaljev) ima svježiju klimu, pa se temperature kreću 8-20 °C. S Biskajskog zaljeva prema Poluotoku kreću se vlažne mase, te na planinskim padinama padne najviše padalina, 900–2000 mm. Zbog blage oceanske klime i dosta padalina, čitavo je područje pod relativno bujnom i zelenom vegetacijom, pa se ova regija često naziva i Zelena obala (Costa Verde). Unutrašnju Španjolsku, s kontinentalnom klimom, karakteriziraju srednje mjesečne temperature 3-23 °C, iako tijekom zime temperature često budu ispod nule. U ovoj regiji prosječno godišnje padne ispod 500 mm padalina, a na nekim sektorima i ispod 300. Istočni obod ove regije poprima neke karakteristike mediteranske klime, dok se sjeverozapadni rub približava oceanskoj.

### Hidrografija
Može se reći da osnovu hidrografske mreže Španjolske čini pet rijeka:
- Guadalquivir
- Guadiana
- Tajo
- Duero
- Ebro

Rijeke na sjeverozapadu Španjolske imaju više vode, kraći tok, relativno veliki pad, a njihova estuarijska ili rijaska ušća pogoduju razvoju vodenog prometa. Rijeke koje se spuštaju s visokih planina (Pireneja, Betijskih kordiljera, Kasteljanskog gorja i dr.) imaju velike padove i značajan hidroenergetski potencijal. U vapnenjačkim terenima rijeke su najčešće formirale kanjone, a ima i vodopada i brzaca.

#### Pitka voda
Većinu pitke vode dobivaju iz akumulacijskih jezera. Najveći dio rijeka zauzdan je za vrijeme vladavine Francisca Franca, što je jedna od rijetkih stvari po kojoj je pamćen po dobru u kolektivnoj memoriji španjolskog naroda. Dobrobiti od umjetnih jezera su nesagledive za zemlju poput Španjolske, koja se zbog klimatskih promjena pretvara u pustinjsku zemlju. Osim pitke vode, tu je i korist od dobivanja električne energije, turizma, stvaranja novih ekosustava itd.

## Stanovništvo
Prema popisu stanovništva iz 2025. godine, u Španjolskoj živi 49,077,984 stanovnika s prosječnom gustoćom naseljenosti od 97,3 stanovnik/km2.
Buran povijesni razvoj utjecao je na karakteristike i raznolikost stanovništva. Španjolci čine oko 73 % ukupne populacije, Katalonci 16,5 %, Galjegi (Galicija) 8 %, Baski 2,3 %, a ostali 0,2 %. Španjolska je jedna od najizrazitijih katoličkih zemalja pa je logično što je 68,5 % stanovništva katoličke vjere, dok je 26,4 % ateista i agnostika i 2,6 % ostalih (muslimani, protestanti, budisti itd.). I Španjolska se sve brže urbanizira, pa danas oko 80 % stanovništva živi u gradovima. U starosnoj dobi 0 – 19 godina je 33 % populacije, u dobi 20 – 59 godina je 50 %, a starijih od 60 godina ima 17 %. Očigledno je i da španjolska populacija postaje sve starija, a na to utječe i niski prirodni prirast, koji iznosi svega 1 promil (stopa nataliteta je 10 promila, a mortaliteta 9 promila).

### Sociološke karakteristike
Španjolci su izrazito otvoreni i dobronamjerni prema ljudima. Gaje ogromnu ljubav prema domovini i kao takvi imaju neobično razvijenu svijest prema zagađenju svake vrste. Tako je u stanovništvu svakog dana sve više prisutna svijest o klimatskim promjenama koje se događaju na teritoriju na kojem obitavaju i u bližoj okolici.

## Povijest
Španjolska je bila naseljena već u paleolitiku, o čemu svjedoči bogata likovna umjetnost (spilje Altamira, Castillo, Pindal) te drugi arheološki ostaci. U kasnijem razdoblju Pirenejski poluotok naseljavaju Iberi. Oko 1200. godine prije Krista sa sjevera dolaze Kelti, preplavljujući gotovo cijeli Poluotok i mješajući se s domaćim iberskim stanovništvom. Oko 1100. godine prije Krista Feničani i Grci osnivaju svoje kolonije.
Između prvog i drugog Punskog rata (između Rimljana i Kartažana), Kartažani osnivaju svoje kolonije, među kojima su najvažnije bile na Ibizi i u Cartageni. Porazivši Kartagu u Drugom punskom ratu (201. pr. Kr.), Rimljani započinju postupnu okupaciju poluotoka, zauzevši u idućih dvjestotinjak godina čitav teritorij Pirenejskog poluotoka. U prvim fazama rimske okupacije domaće je stanovništvo dizalo više ustanaka protiv osvajača. Nakon smrti jednog od vođi ustanka, Viriata (139. godine pr. Kr.), pobjede su bile sve rjeđe te je slabio otpor protiv Rimljana, a do konačnog sloma dolazi u vrijeme cara Augusta. Rimska okupacija Poluotoka kulminirala je uspostavom potpune rimske vlasti i osnivanjem provincije Hispanije. Pod rimskom vlašću Španjolska je ostala sve do 5. stoljeća. Stanovnici Hispanije prihvatili su rimsku kulturu, jezik i zakone, ali je i njihova važnost Carstvu bila velika.
Početkom 5. stoljeća na prostor današnje Španjolske provalila su germanska plemena Alani, Svevi i Vandali. Ta su plemena došla iz današnje sjeverne Njemačke, prošli kroz današnju Francusku i prodrli na Pirenejski poluotok. Alani su osvojili pokrajinu Luzitaniju, Svevi pokrajinu Galiciju, a Vandali pokrajinu Andaluziju. Vandali su bili pritisnuti kasnije od zapadnih Gota te su zato prešli u Afriku, gdje su osnovali vandalsku državu koja se održala do sredine 6. stoljeća (srušio ju je g. 534. bizantski vojskovođa Belizar).
Kad su Vandali otišli u Afriku, uništili su zapadni Goti u Španjolskoj i svevsku državu g. 585. te su zagospodarili cijelim poluotokom. Država zapadnih Gota održala se u Španjolskoj do g. 711. Te su godine Arapi zauzeli Pirenejski poluotok i srušili državu zapadnih Gota. Zapadni su Goti oko g. 600. prigrlili katoličku vjeru, pa su se sa svojim podanicima starosjediocima stopili u jedan narod — španjolski.
Arapska država na Pirenejskom poluotoku trajala je od godine 711. do 1492. Međutim, već je u 11. stoljeću počela opadati jer su na nju stali sve više navaljivati kršćani iz Franačke. Glavni je grad arapske države u Španjolskoj bila Córdoba. Kršćani, koji su se održali u sjevernom dijelu Poluotoka i činili nekoliko državica, među kojima su bile Navarra i Katalonija, stali su od 11. stoljeća potiskivati Arape sve više na jug. Od malih država nastale su tri veće: Aragonija na istoku, Portugal na zapadu, a u sredini Kastilja. Od 13. stoljeća pod arapskom je vlašću ostao još samo južni dio Poluotoka, s prijestolnicom u Granadi.
Godine 1469. oženio se aragonski kralj Ferdinand nasljednicom kastiljske kraljevske krune Izabelom, te su se tako ujedinile države Aragonija i Kastilija u ujedinjenu kraljevinu Španjolsku. Ferdinand i Izabela poveli su borbu protiv Arapa (Maura) i poslije desetogodišnjeg rata zauzeli sve njihove zemlje. Godine 1492. osvojili su i arapski glavni grad Granadu. Arapi su zatim posve napustili Španjolsku, koja je napredovala, te postala jedna od najmoćnijih europskih država.
Upravo na kraju srednjega vijeka, spajanjem Kastilje i Aragonije, stvorena je španjolska narodna država. Otkrićem novih zemalja u Americi Španjolska je za kralja Ferdinanda Katoličkog i kraljice Izabele udarila temelje svojoj moći, veličini i kolonijalnom gospodstvu.

## Politika

### Ustav
Španjolska ima dugu i nestabilnu povijest svoje ustavnosti, ponajprije zahvaljujući političkim previranjima u 19. i 20. stoljeću:
- Ustav iz Bayonee (1808.) – zapravo i nije ustav. Nakon Ustanka u Aranjuezu, Napoleon je sazvao u Bayoni skupštinu španjolskih plemenitaša pred koje je stavio tekst ustava, koji su zatim oni izglasali 8. srpnja 1808. Španjolska je bila organizirana kao nasljedna monarhija, s kraljem kao središtem moći, ali koji je morao poštovati prava građana zajamčena ustavom. Potom na prijestolje dolazi Napoleonov brat Josip I.
- Ustav iz 1812. (naziva se na španjolskom La Pepa (Joža), zato što je donesen na dan sv. Josipa) – prvi pravi španjolski ustav. Donesen je nakon pada Josipa I. Bonapartea. Imao je kompromisni karakter između liberalnih struja i apsolutista. Na snazi je zapravo bio samo šest godina, zbog toga što ga Ferdinand VII. nije poštovao (1812. – 1814., kada ga je Ferdinand ukinuo, uspostavivši stari apsolutistički režim; 1820. – 1823.; 1836. – 1837.)
- Ustav iz 1837. – regentica Marija Kristina, majka Izabele II. bila je primorana vratiti se na stanje ustanovljeno Ustavom iz 1812.
- Ustav iz 1845. – donesen nakon što je general Espartero preuzeo regenciju od Marije Kristine. Izabela II. proglašena je punoljetnom. Ustavom su se povećale kraljeve ovlasti.
- Ustav iz 1856. – ovaj ustav nikad nije zaživio
- Ustav iz 1869. – ustav donesen nakon bijega Izabele II. i preuzimanja vlasti od strane generala Serana. Ovaj demokratski ustav, koji je bio na snazi do 1871., poznavao je diobu vlasti na zakonodavnu, izvršnu i sudsku.
- Ustav iz 1876. – nakon pada Prve Republike, nije postojala niti jedna politička grupacija koja je nudila formulu stabilne vlasti. Alfons XII. iz Engleske ponudio je Španjolcima ustav koji se bazirao na liberalnoj monarhiji.
- Ustav iz 1931. – ustav Druge Republike
- Ustav iz 1978. – ustav koji je danas na snazi

#### Ustav iz 1978.
Ustav Španjolske iz 1978. godine je najviša i temeljna norma španjolskog pravnog poretka. Posljedica je i vrhunac povijesnog procesa nazvanog Španjolska tranzicija (španjolski Transición Española) koji označava prijelaz iz autoritativne države u parlamentarnu monarhiju modernog, zapadnoeuropskog tipa 1975. godine.
Ovaj Ustav određuje Španjolsku kao ustavnu monarhiju, s kraljem kao šefom države. Ustav također počiva na diobi vlasti.
Na općim i slobodnim izborima biraju se narodni predstavnici u parlamentu (Las Cortes Generales). Kortesi vrše zakonodavnu vlast, a sastoje se od dva doma: Kongres zastupnika i Senat, koji biraju predsjednika vlade i nadziru djelovanje izvršne vlasti.
Predsjednik vlade na čelu je izvršne vlasti, koju vrši zajedno s Vijećem ministara.
Sudska vlast počiva na neovisnom sudstvu. Ustavni sud pazi da zakoni i djelovanje javne vlasti budu u skladu s Ustavom.
Ustav prekida centralističku tradiciju koja potječe još iz vremena Filipa V. (1700.). Kao rješenje za regionalni problem, kojeg su izazvale grupe nacionalista iz Baskije i Katalonije, Galicije, Valencije i Andauzije, ustanovljen je novi model decentralizirane države, u kojoj se svaka regija pretvara u autonomnu zajednicu s vlastitom vladom, parlamentom, regionalnim sudovima te statutima autonomije kojima se ustanovljuju njihove nadležnosti.
Ustav također priznaje mnoga individualna temeljna prava građana, te socijalna i ekonomska prava.

### Državni organi
- Kruna / Poglavar države (španj. La Corona / Jefatura del Estado)
- Parlament (zakonodavna vlast) (španj. Las Cortes Generales) koji se sastoji od dva doma:
  - Senat (španj. Senado)
  - Kongres zastupnika (španj. Congreso de los Diputados )
- Vlada (izvršna vlast) (španj. Gobierno), sastavljena od predsjednika vlade i ministara
- Vrhovnu Sudbenu vlasti čine:
  - Vrhovni sud (španj. Tribunal Supremo)
  - Generalno vijeće sudske vlasti (španj. Consejo General del Poder Judicial)
- Ustavni sud (španj. Tribunal Constitucional).

## Teritorijalna podjela
Španjolska je podjeljena na:
- autonomne zajednice (španj. comunidades autónomas) - ukupno 17
- autonomni gradovi (španj. ciudades autónomas) - ukupno dva

Autonomne zajednice ustrojene su od provincija (španj. provincias), a one se dalje dijele na općine (španj. municipios).

### Autonomne zajednice i provincije
| Autonomna zajednica                                                     | Glavni grad                                         | Provincije                                                                     |
| ----------------------------------------------------------------------- | --------------------------------------------------- | ------------------------------------------------------------------------------ |
| Andaluzija šp. Andalucía                                                | Sevilla                                             | Almería, Cádiz, Córdoba, Granada, Huelva, Jaén, Málaga                         |
| Aragonija šp. Aragón                                                    | Zaragoza                                            | Huesca, Teruel, Zaragoza                                                       |
| Kneževina Asturija španj. Principado de Asturias as. Asturies           | Oviedo as. Uviéu                                    | Asturias as. Asturies                                                          |
| Baleari šp. Islas Baleares kat. Illes Balears                           | Palma de Mallorca                                   | Islas Baleares kat. Illes Balears                                              |
| Baskija ili Euskadi šp. País Vasco ili Euskadi eu. Euskadi              | Vitoria eu. Gasteiz                                 | Álava, Viscaya, Guipúzcoa eu. Araba,Bizkaia, Gipuzkoa                          |
| Kanari šp. Islas Canarias                                               | Santa Cruz de Tenerife i Las Palmas de Gran Canaria | Santa Cruz de Tenerife, Las Palmas de Gran Canaria                             |
| Kantabrija šp. Cantabria                                                | Santander                                           | Cantabria                                                                      |
| Katalonija šp. Cataluña kat. Catalunya                                  | Barcelona                                           | Barcelona, Gerona, Lérida, Tarragona kat. Barcelona, Girona, Lleida, Tarragona |
| Kastilja-La Mancha šp. Castilla-La Mancha                               | Toledo                                              | Albacete, Ciudad Real, Cuenca, Guadalajara, Toledo                             |
| Kastilja i León šp. Castilla y León                                     | Valladolid                                          | Ávila, Burgos, León, Palencia, Salamanca, Segovia, Soria, Valladolid, Zamora   |
| Ekstremadura šp. Extremadura                                            | Mérida                                              | Badajoz, Cáceres                                                               |
| Galicija šp. Galica gal. Galiza ili Galicia                             | Santiago de Compostela                              | La Coruña, Lugo, Orense, Pontevedra gal. A Coruña, Lugo, Ourense, Pontevedra   |
| La Rioja                                                                | Logroño                                             | La Rioja                                                                       |
| Zajednica Madrida šp. Comunidad de Madrid                               | Madrid                                              | Madrid                                                                         |
| Regija Murcia šp. Región de Murcia                                      | Murcia                                              | Murcia                                                                         |
| Navarra eu. Nafarroa                                                    | Pamplona eu. Iruña                                  | Navarra eu. Nafarroa                                                           |
| Valencijska Zajednica šp. Comunidad Valenciana vl. Comunitat Valenciana | Valencia                                            | Alicante, Castellón, Valencia vl. Alacant, Castelló, València                  |
| Autonomni gradovi                                                       |                                                     |                                                                                |
| Ceuta                                                                   |                                                     |                                                                                |
| Melilla                                                                 |                                                     |                                                                                |

## Jezici
Španjolski ili kastiljanski jezik službeni je jezik španjolske države svih autonomnih zajednica. 28.200.000 u Španjolskoj (1986.). Ostali jezici (ukupno ih ima 14 s 3 znakovna) koji se govore u Španjolskoj su:
- Španjolski znakovni jezik (mimika), 102.000 (1994.)
- Aragonski, 11.000 govornika od 2.000.000 (1994) etničkih Aragonaca. Službeni jezik u Aragonu.
- Asturleonski jezik (ili asturski) - nema status službenog jezika, ali uživa zaštitu u Asturiji. 100.000 (1994.) u Španjolskoj.
- Baskijski jezik - službeni jezik u Baskiji. 580.000 u Španjolskoj (1991., L. Trask).
- Galicijski jezik - službeni jezik u Galiciji; 3.170.000 u Španjolskoj (1986.).
- Aranski jezik – ovaj okcitanski dijalekt ima status službenog jezika u dolini Aran u Kataloniji. 3.810 govornika u Španjolskoj od 5.552 etničkih (1991.).
- Katalonski jezik - službeni jezik u Kataloniji, Zajednici Valencije (valencijski dijalekt) i na Balearskim otocima; 11.200.000 u Španjolskoj (2006.).
- Katalonski znakovni jezik. Službeni od (1994.); 18.000 (1994.)
- Estremadurski, 200.000 u Španjolskoj. Etnički znatno brojniji.
- Fala, u Estremaduri; 10.500 (1994., T. Erickson).
- Kalo, jezik Roma (španj. Gitana), 40.000 u Španjolskoj.
- Quinqui, nepoznat broj govornika kojim se služi etnička skupina Quinquillero.
- Valencijski znakovni jezik. Nepoznat broj govornika.

## Gospodarstvo
S bruto domaćim proizvodom od 838.672.000 eura (2005.), njegovim rastom od 3,4 % (2005.) te dohotkom po glavi stanovnika od 20.268 eura (2005.), španjolsko je gospodarstvo jedno od vodećih u Europi. Prema klasifikaciji Svjetske banke, Španjolska je osma gospodarska sila svijeta. Tako je bilo sve do velike globalne krize koja je posebno pogodila španjolsko gospodarstvo i uzrokovalo njegovu stagnaciju, drastičan pad standarda te ogromnu nezaposlenost. Od 2015. godine Španjolska bilježi rast te polako izlazi iz krize.
Španjolska je industrijski razvijena i tehnološki napredna zemlja. U posljednjih nekoliko godina u industrijskim zonama niču tehnološki parkovi. Glavni su industrijski proizvodi tekstil i konfekcija, prehrambeni proizvodi, metal i proizvodi od metala, automobili i brodogradnja.
Osnovne su kulture agrumi, riža, voće, povrće, masline i grožđe. Španjolska je, kao i Portugal, poznata po proizvodnji pluta. Rudama je najbogatija zemlja južne Europe.
Turizam je jedna od glavnih grana djelatnosti.
Nezaposlenost je u siječnju 2025. godine bila 10,4 %.

## Poveznice
- Promet Španjolske
- Španjolska kinematografija
- Španjolska književnost

## Vanjske poveznice
- Stranica na kojoj se mogu dobiti svi odgovori na pitanja o Španjolskoj ili Hrvatskoj
- Službena stranica turističke zajednice

### Ostali projekti
|  | Zajednički poslužitelj ima stranicu o temi Španjolska    |
|  | Zajednički poslužitelj ima još gradiva o temi Španjolska |
|  | Zajednički poslužitelj sadrži atlas Španjolske           |